# Championnat d'Europe de patinage artistique 1893
Navigation
Édition précédente Édition suivante
Le championnat d'Europe de patinage artistique 1893 a lieu du 21 au 23 janvier 1893 à Berlin dans l'Empire allemand.
Pour la première fois, un patineur suédois et un patineur norvégien participent à ces championnats européens.

## Podium
| Épreuves                      | Or                      | Argent            | Bronze            |
| ----------------------------- | ----------------------- | ----------------- | ----------------- |
| Messieurs résultats détaillés | Eduard Engelmann junior | Henning Grenander | Georg Zachariades |

## Tableau des médailles
| Rang  | Nation   | Or | Argent | Bronze | Total |
| ----- | -------- | -- | ------ | ------ | ----- |
| 1     | Autriche | 1  | 0      | 1      | 2     |
| 2     | Suède    | 0  | 1      | 0      | 1     |
| Total | Total    | 1  | 1      | 1      | 3     |

## Détails de la compétition Messieurs
| Rang | Nom                     | Nation    | Places | Points | Fig. impo. | Prog. libre |
| ---- | ----------------------- | --------- | ------ | ------ | ---------- | ----------- |
| 1    | Eduard Engelmann junior | Autriche  | 11     |        |            |             |
| 2    | Henning Grenander       | Suède     | 16     |        |            |             |
| 3    | Georg Zachariades       | Autriche  | 21     |        |            |             |
| 4    | Tibor von Földváry      | Hongrie   | 25     |        |            |             |
| 5    | Carl Sage               | Autriche  | 35     |        |            |             |
| 6    | Franz Zilly             | Allemagne | 39     |        |            |             |
| 7    | Fritz Hellmund          | Allemagne | 49     |        |            |             |
| 8    | Johan Lefstad           | Norvège   | 53     |        |            |             |